# Laingraben (Kochelsee)
Der Laingraben, auch Lainbach, ist ein gut 3 km langer Bach, der auf der Nordseite des westlichen Ausläuferhangs des Hirschhörnlkopfs auf etwa 1200 m entspringt und in den Kochelsee mündet. An ihm liegen die Lainbachfälle.
Diese Wasserfälle sind nicht zu verwechseln mit den unweit gelegenen Lainbachfällen eines anderen Lainbachs im Gemeindegebiet von Benediktbeuern, der unterhalb des Kochelsees in die Loisach entwässert.